# 汝河路街道
汝河路街道，是中华人民共和国河南省郑州市中原区下辖的一个乡镇级行政单位。

## 行政区划
汝河路街道下辖以下地区：
金京花苑社区、淮河路电力社区、汝河路市委社区、汝河小区一社区、桐淮社区、淮西社区、航海西路社区、华淮社区、金苑小区社区、嵩山南路社区、郑密路社区、沁河路社区、汝河小区二社区、淮河路社区、万福花园社区和华山西社区。